# Arseniusz (biskup turowski)
Arseniusz (zm. 1514) – prawosławny biskup turowski.

## Życiorys
Biskupem turowskim został w 1509. Jeszcze w tym samym roku oraz w 1514 brał udział w soborach lokalnych metropolii kijowskiej. Wcześniej, w 1511 i 1513 biskup otrzymał nadania ziemskie od hetmana wielkiego litewskiego Konstantego Ostrogskiego oraz od księcia pińskiego Fiodora Jarosławowicza.
W 1514 metropolita kijowski Józef uzgadniał z nim planowane nadanie przywileju fundacyjnego monasterowi Zwiastowania w Supraślu.
Urząd biskupa turowskiego sprawował do 1514.